# Kieszonki Morgagniego
Kieszonki Morgagniego – w anatomii człowieka przewody nabłonkowe charakterystyczne dla kanału odbytu. Z zatok odbytu lub ze słupów odbytu sięgają w obręb tkanki podśluzowej lub niekiedy do warstw mięśniowych. Wysłane nabłonkiem wielowarstwowym płaskim lub nabłonkiem jednowarstwowym walcowatym. Przypuszczalnie są szczątkowymi gruczołami wydzielającymi śluz. Mogą odgrywać rolę przy powstawaniu przetoki odbytniczej.